# Estação Prospekt Prosveshchenia
Prospekt Prosveshchenia (em russo:  Проспект Просвещения) é uma das estações da linha Moskovsko-Petrogradskaia (Linha 2) do metro de São Petersburgo, na Rússia. Estação «Prospekt Prosveshchenia» está localizada entre as estações «Parnas» (ao norte) e «Oserki» (ao sul).